# ヴァイオリン協奏曲 (小倉朗)
小倉朗の『ヴァイオリン協奏曲』 (ヴァイオリンきょうそうきょく、英: Concerto for violin and orchestra) は、1971年に作曲されたヴァイオリンと管弦楽のための協奏曲である。

## 作曲の経緯
NHKからの委嘱により、1971年1月から6月にわたり作曲。

## 編成
フルート2、オーボエ2、クラリネット2、ファゴット2、ホルン3、トランペット2、トロンボーン3、ティンパニ、シンバル (大小)、小太鼓、大太鼓、ヴィブラフォン、ハープ、ピアノ、独奏ヴァイオリン、弦楽5部

## 楽曲構成
3楽章構成。演奏時間は約25分。

### 第1楽章 モデラート
主題提示部、主題の変型、カデンツァ、再現部からなる。

### 第2楽章 アンダンテ・トランクィロ
第1ヴァイオリンによる荘重な主題が独奏ヴァイオリンに引き継がれ、オーケストラへ展開していく。

### 第3楽章 アレグロ・ヴィヴァーチェ
活き活きとしたアレグロ。活気ある独奏ヴァイオリンとオーケストラの協奏。

## 初演
作品は1971年11月4日、小栗まち絵のヴァイオリン独奏、森正指揮、NHK交響楽団によりNHK-FM「音楽のおくりもの」で放送初演され、同じ独奏者、指揮者により同月26日に東京文化会館で開催された東京都交響楽団第37回定期演奏会において、舞台初演された。

## 楽譜
スコア、ピアノリダクション譜、ヴァイオリンソロ譜が1973年に日本放送出版協会より出版されている。

## 録音
1971年11月4日 NHK-FM「音楽のおくりもの」にて放送初演された音源が、2016年10月29日NHK-FM「クラシックの迷宮」で放送されている。